# 陳耀雄
陳耀雄，MH，香港建制派人士，九龍社團聯會及創建力量成員，現任香港觀塘區議會委任區議員，曾任觀塘區議會秀茂坪南選區議員。